# Byeonhyeog-ui sarang
Byeonhyeog-ui sarang (변혁의 사랑?; lett. "L'amore di Byun Hyuk"), anche nota con il titolo internazionale Revolutionary Love, è una serie televisiva sudcoreana trasmessa su tvN dal 14 ottobre al 3 dicembre 2017.

## Trama
Byun Hyuk, il secondogenito del presidente del Gangsu Group, è un ragazzo spensierato le cui follie devono essere continuamente coperte dal suo amico di vecchia data Kwon Jae-hoon, impiegato nell'azienda dei Byun. Jae-hoon odia segretamente l'amico, in quanto per un errore di Hyuk, il padre di Jae-hoon venne incarcerato e perse il lavoro. Anche Baek Joon, una ragazza di strada con molti impieghi precari, nutre risentimento verso il Gangsu Group, che fece un torto a suo padre nonostante fosse stato a lungo un fedele dipendente della società.
Un giorno, Joon e Hyuk si incontrano accidentalmente mentre quest'ultimo indossa un'uniforme da custode, portando la ragazza a credere che sia un dipendente di basso livello del Gangsu Group. Il malinteso continua anche quando il ragazzo viene cacciato di casa e si trasferisce a vivere con Jae-hoon, per il quale Joon ha una cotta non corrisposta. Joon costringe Hyuk a procurarsi un lavoro part-time e lo arruola nella lotta per svelare la corruzione insita nel Gangsu Group. 

## Personaggi e interpreti
- Byun Hyuk, interpretato da Choi Si-won
- Baek Joon, interpretata da Kang So-ra
- Kwon Jae-hoon, interpretato da Gong Myung